# Medizinal-Cannabisgesetz
Das Medizinal-Cannabisgesetz (MedCanG) ist ein deutsches Bundesgesetz, das seit dem 1. April 2024  auf Cannabis zu medizinischen und medizinisch-wissenschaftlichen Zwecken anwendbar ist. Es wurde am 27. März 2024 als Art. 2 des Cannabisgesetzes im Bundesgesetzblatt verkündet.
Dagegen gilt für Cannabis zu anderen Zwecken das Konsumcannabisgesetz (KCanG).

## Geschichte
Mit der 25. Verordnung zur Änderung betäubungsmittelrechtlicher Vorschriften vom 11. Mai 2011 wurden die Anlagen des Betäubungsmittelgesetzes (BtMG) geändert. Cannabis war seitdem verkehrsfähig, sofern es zur Herstellung von Zubereitungen zu medizinischen Zwecken bestimmt war. Cannabis in Zubereitungen, die als Fertigarzneimittel zugelassen sind, durfte auf einem Betäubungsmittelrezept an Patienten in Alten- und
Pflegeheimen, Hospizen und in der spezialisierten Palliativversorgung verschrieben werden. 
Gesetzlich Krankenversicherte erhielten zum 10. März 2017 unter bestimmten Voraussetzungen einen Anspruch auf Versorgung mit Cannabis in Form von getrockneten Blüten oder Extrakten in standardisierter Qualität und auf Versorgung mit Arzneimitteln mit den Wirkstoffen Dronabinol oder Nabilon, „wenn eine allgemein anerkannte, dem medizinischen Standard entsprechende Leistung im Einzelfall nicht zur Verfügung steht und eine nicht ganz entfernt liegende Aussicht auf eine spürbare positive Einwirkung auf den Krankheitsverlauf oder auf schwerwiegende Symptome besteht.“
Mit dem Ziel einer ausreichenden Versorgung mit Cannabisarzneimitteln in standardisierter Qualität wurde neben dem Import auch der Anbau von Cannabis zu medizinischen Zwecken 
in Deutschland ermöglicht. Dazu wurden dem Bundesinstitut für Arzneimittel und Medizinprodukte (BfArM) durch den neu eingefügten § 19 Abs. 2a BtMG die Aufgaben einer sog. Cannabisagentur übertragen, sofern diese nicht durch das BfArM (Bundesopiumstelle) bereits wahrgenommen wurden. Das BfArM erteilt seitdem insbesondere die erforderliche Erlaubnis zum Anbau. Das BfArM kauft erlaubt angebautes medizinisches Cannabis an und verkauft es nach einem von ihm selbst festgesetzten Herstellerabgabepreis an Ärzte, Zahnärzte und Tierärzte, pharmazeutischen Unternehmern und Apotheken weiter. Unter diesen Voraussetzungen gehandeltes Cannabis wurde durch eine entsprechende Änderung der Anlage III zum BtMG sowohl verkehrs- als auch verschreibungsfähig.
Zum 1. April 2024 wurde Cannabis zu medizinischen und medizinisch-wissenschaftlichen Zwecken in ein eigenes Gesetz überführt, welches sich im Wesentlichen an die in der Praxis bewährten Regelungen des Betäubungsmittelgesetzes (BtMG) anlehnt. Es bleibt bei der Verschreibungs- und der Apothekenpflicht (§ 3 Abs. 1, Abs. 2 MedCanG).
Ein Eigenanbau von Cannabis durch Patientinnen und Patienten zur medizinischen Selbsttherapie birgt nach Ansicht des Gesetzgebers die Gefahr einer Über- oder Unterdosierung aufgrund unbekannter Schwankungen der Wirkstoffgehalte. Aus Gründen des Patientenschutzes wird daher an einem staatlich kontrollierten Anbau festgehalten. Um der geänderten Risikobewertung von Cannabis gerecht zu werden, entfallen jedoch bestimmte Vorgaben, wie sie bisher im Betäubungsmittelrecht bestanden, wie zum Beispiel bürokratischer Aufwand durch das Abgabebelegverfahren und die Verschreibung auf Betäubungsmittelrezept.
Für die gesetzlichen Krankenkassen sollen sich infolge der Überführung von Cannabis zu medizinischen Zwecken aus dem BtMG in das Cannabisgesetz keine Mehrausgaben ergeben. Die Regelungen im Fünften Buch Sozialgesetzbuch, die den gesetzlich Versicherten unter den dort genannten Voraussetzungen seit dem 10. März 2017 einen Anspruch auf Versorgung mit Cannabisarzneimitteln geben (§ 31 Abs. 6 SGB V), bleiben unverändert. Daher rechnet der Gesetzgeber insgesamt mit einer unveränderten Situation bei den Ausgaben der gesetzlichen Krankenkassen für Cannabis zu medizinischen Zwecken.

## Inhalt

### Inhaltsverzeichnis
- Kapitel 1 Allgemeine Vorschriften
- Kapitel 2 Verschreibung und Abgabe
- Kapitel 3 Erlaubnis und Genehmigung; Binnenhandel
  - Abschnitt 1 Erlaubnis
  - Abschnitt 2 Genehmigung zur Einfuhr und Ausfuhr; Durchfuhr
  - Abschnitt 3 Abgabe und Erwerb
  - Abschnitt 4 Aufzeichnungen und Meldungen
- Kapitel 4 Überwachung; Berichtspflicht
  - Abschnitt 1 Überwachung
  - Abschnitt 2 Jahresbericht an die Vereinten Nationen
- Kapitel 5 Kinder- und Jugendschutz
- Kapitel 6 Straf- und Bußgeldvorschriften
- Kapitel 7 Einziehung und Führungsaufsicht
- Kapitel 8 Besondere Vorschriften bei Vorliegen einer cannabisbezogenen Abhängigkeitserkrankung
- Kapitel 9 Schlussvorschriften

### Einzelne Regelungen
Cannabis ist kein Betäubungsmittel im Sinne des § 1 BtMG mehr und wurde aus dem Anwendungsbereich des Betäubungsmittelgesetzes und seinen Anlagen gestrichen. Es unterfällt auch nicht mehr der Betäubungsmittel-Verschreibungsverordnung, sondern der Arzneimittelverschreibungsverordnung (AMVV). Die Verschreibung muss unter anderem die Angaben des § 2 AMVV enthalten (§ 3 Abs. 1 Satz 3 MedCanG). Auch die Betäubungsmittel-Außenhandelsverordnung ist nicht mehr anwendbar.
Dennoch unterliegen Anbau, Handel und das Inverkehrbringen weiterhin gewissen Restriktionen. Unternehmen, die in Deutschland medizinisches Cannabis anbauen wollen, wurden bisher in einem europaweiten Vergabeverfahren von der Cannabisagentur des Bundesinstituts für Arzneimittel und Medizinprodukte (BfArM) ausgewählt. § 4 MedCanG sieht nunmehr ein Erlaubnisverfahren vor. Hierdurch sollen flexiblere Marktbedingungen, die sich an der tatsächlichen Nachfrage ausrichten, geschaffen werden. Ziel ist es, die bisher bestehende Benachteiligung deutscher Produzenten gegenüber Importunternehmen aufzulösen und neue Produktionskapazitäten in Deutschland zu schaffen. Für das Erlaubnisverfahren werden Gebühren nach der aufgrund § 22 des Bundesgebührengesetzes (BGebG) erlassenen Besonderen Gebührenverordnung des Bundesministeriums für Gesundheit für die individuell zurechenbaren Leistungen in seinem Zuständigkeitsbereich (Besondere Gebührenverordnung BMG – BMGBGebV) erhoben (§ 1 Nr. 19, § 2 Abs. 1 BMGBGebV in Verbindung mit dem Gebühren- und Auslagenverzeichnis in der Anlage, Abschnitt 15).
Neben Cannabis zu medizinischen Zwecken regelt das neue Gesetz auch den Umgang mit Cannabis zu medizinisch-wissenschaftlichen Zwecken in gleicher Weise. Damit soll insbesondere die medizinische, biologische und pharmazeutische Forschung an der Cannabispflanze, deren Stoffe und Zubereitungen ermöglicht und auf eine neue Rechtsgrundlage gestellt werden, die sowohl der Sicherheit und Kontrolle des Verkehrs mit Cannabis zu medizinischen Zwecken und Cannabis zu medizinisch-wissenschaftlichen Zwecken dient als auch die Forschungsfreiheit gleichermaßen wahrt. Die Vorschriften des Arzneimittelgesetzes (AMG) bleiben neben den Regelungen des MedCanG anwendbar, sofern das MedCanG für einen Bereich keine spezielleren Regelungen trifft (§ 81 AMG). Insoweit bleibt die Rechtslage und das Verhältnis beider Regelungsbereiche gleich und entspricht dem bisherigen Verhältnis zwischen dem AMG und dem BtMG.

## Kritik
Cannabis zu medizinischen Zwecken sei ein Arzneimittel, das den Regelungen des Arzneimittelgesetzes unterliegen müsse. Insofern sind nach Ansicht der Bundesvereinigung Deutscher Apothekerverbände keine parallelen Regelungen in einem Medizinal-Cannabisgesetz notwendig. Dadurch bestehe die Gefahr, dass medizinisches Cannabis als eigenständiges Produkt und damit als Nicht-Arzneimittel eingestuft werde. Zudem entstehe hierdurch ein Widerspruch zu übergeordnetem EU-Recht. Sofern für medizinisches Cannabis Regelungsbedarf bestehe, sei dieser durch Ergänzungen im Arzneimittelgesetz sowie den darauf basierenden Rechtsverordnungen zu regeln.